# Жизнь и смерть Джереми Бентама
«Жизнь и смерть Джереми Бентама» (англ. The Life and Death of Jeremy Bentham) — седьмая серия пятого сезона и девяносто третья серия в общем счёте телесериала «Остаться в живых».
Центральный персонаж серии — Джон Локк. Серию посмотрели 12,078 млн американских зрителей и 359 тысяч австралийских зрителей.

## Сюжет
Остров
Эпизод начинается с того момента, когда Локк исправил колесо. Нам показывают, как выживший c рейса 316 Цезарь роется в ящиках кабинета на станции Гидра. Потом входит девушка по имени Илана и зовёт его посмотреть на человека, который не летел с ними. При этом Цезарь не говорит ей, что он нашёл какие-то бумаги и обрез двустволки. Этот человек — живой и здоровый Джон Локк. На следующий день выжившие находят 3 байдарки. Илана говорит, что пилот самолёта и женщина украли одну лодку и уплыли. Далее Локка расспрашивают, как он здесь оказался. Он сказал, что помнит свою смерть.
Локк приходит к Цезарю и говорит, что знает, что это за место. И Цезарь говорит, что
есть пострадавшие от крушения 316. Среди пострадавших лежит Бен, и Джон говорит, что этот человек убил его.
Воспоминания
Со сломанной ногой Локк оказывается в Тунисе и сразу замечает, что на него направлена камера слежения. Через некоторое время его забирают на машине в больницу, где его и лечат. К нему приезжает сам Чарльз Уидмор. Он заявляет, что Чарльз помнит Локка из эпизода «Бомба» и предлагает ему помощь в поиске Шестёрки Oceanic, после чего Уидмор предоставляет ему телохранителя Мэттью Аббадона.
Локк и Мэттью путешествуют по миру. Локку не удаётся никого уговорить вернуться на остров, и он просит Мэттью отвезти его к своей бывшей девушке — Хелен. Выясняется, что она умерла, и Джон всё больше задумывается над словами Ричарда: «Тебе надо умереть». Между тем неизвестный убивает Мэттью. Локк пытается скрыться на машине, но попадает в страшную аварию. Его отвозят в больницу, где работает Джек Шепард, и Джон пытается убедить последнего вернуться, упомянув при этом его отца.
Локк теряет надежду и решает кончить жизнь самоубийством. Он покупает провод. Делает петлю.
Уже собирается повеситься, как врывается Бен. Бен рассказывает, что Джек поверил ему и летит в Сидней, и что Джону не нужно умирать. Джон говорит, что в Лос-Анджелесе есть женщина, способная оказать помощь, её имя Элоиза Хоукинг. Они уже собираются выходить из номера, как вдруг Бен начинает душить Локка. Он убивает его, обставляет всё как самоубийство, забирает кольцо Джина и уходит.

## Создание
Сценарий серии был написан параллельно с 316, причём по первоначальной задумке эта серия должна была выйти в эфир раньше «316», но после долгих обсуждений продюсеры решили поменять серии местами.